# 海上護衛総司令部
海上護衛総司令部（かいじょうごえいそうしれいぶ、旧字体：海󠄀上護衞總司令部）とは大日本帝国海軍において太平洋戦争後期に通商護衛を司った部署である。設置は1943年11月15日、廃止は1945年8月25日。正式な呼称は「海上護衛総司令部」であったが、しばしば海上護衛総隊（かいじょうごえいそうたい、旧字体：海󠄀上護衞總隊󠄁）とも呼ばれ、また海護総隊（かいごそうたい、旧字体：海󠄀護總隊󠄁）とも略称された。

## 概要
太平洋戦争における日本の戦争遂行能力は、海外からの資源（特に石油やボーキサイト）輸送に大きく依存していたが、開戦当初の大日本帝国海軍は、漸減邀撃作戦思想に基づき艦隊決戦を重視しており、海上交通保護（シーレーン防衛）を軽視していた。しかし、戦争の長期化に伴い、アメリカ海軍の潜水艦による通商破壊作戦によって船舶の損害が増大し、特にガダルカナル島の戦い以降、南方資源航路の維持が困難となった。この危機的状況に対応するため、従来各鎮守府や連合艦隊が個別に担っていた護衛作戦を統括する司令部として、1943年（昭和18年）11月15日に海上護衛総司令部が設立された。
総司令部は、第一海上護衛隊や第二海上護衛隊などを指揮下に置き、ヒ船団に代表される重要船団の護衛に従事した。しかし、護衛兵力（海防艦、対潜哨戒機）の絶対的不足、対潜技術の立ち遅れ、そして米軍の効果的な通商破壊戦術、特に戦争末期の飢餓作戦（航空機による機雷封鎖）の前に、シーレーンは事実上崩壊し、日本の戦争継続能力は枯渇した。

## 歴史

### 背景
1941年（昭和16年）の太平洋戦争開戦前、日本は対米開戦の場合には南方の資源に立脚した長期持久体制をとることを構想していた。しかし、こうした構想にもかかわらず、開戦前の日本海軍において、南方で獲得した資源を日本本土まで輸送するシーレーンを確保するための防衛戦略が検討されることはほとんどなかった。一方のアメリカ海軍は、日本と開戦した場合、海上封鎖によって日本のシーレーンを遮断し、継戦能力を奪うことを開戦前から決定していた。太平洋戦争開戦後も、緒戦の勝利とアメリカ海軍の準備不足によって海上交通に対する被害は軽微であったため、日本海軍がシーレーン防衛に関する十分な対策を打ち出すことはなかった。
しかし連合艦隊の作戦地域拡大で物動輸送が増加すると、その護衛任務が主作戦任務を重視する連合艦隊には重荷となり、連合艦隊から専門部隊編成の要望があったことから、護衛を専門とする部隊の編成が実現した。当初は予備兵力にも余裕がないため反対論が根強かったが、連合艦隊参謀藤井茂が『重要な輸送のたびに戦力を抜かれては成り立たない』と海軍内部を再三説き、1942年4月10日に連合艦隊指揮下に軍隊区分で第一・第二海上護衛隊が新設された。連合艦隊側からの兵力追加の意向もあり鎮守府、警備府などから戦力の引き抜きがあり、代わりに連合艦隊が外洋護衛を受け持つことになった。第一海上護衛隊は内地からシンガポール間、第二海上護衛隊は内地からトラック間の航路の護衛を担当した。護衛戦力は旧式の駆逐艦や商船から改造した砲艦などが少数配備されていた。
同時期、陸軍からは前線輸送向けに輸送専用に設計された潜水艦(1942年9月)、資源輸送の防護用として英国のMACシップ類似のTL型油槽船に全通飛行甲板を設けた簡易な護衛空母の建造(1943年)を提案されているが、海軍は前者は潜水艦は艦隊攻撃に専念させたい事、後者は陸上基地からの直掩機で用が足りる事を理由として、当初はいずれの提案にも反対した。前者は結局陸軍が三式潜航輸送艇(まるゆ)として単独で開発・生産を行う事となり、海軍で同様の輸送潜水艦の生産が本格化するのは陸軍暁部隊のまるゆ隊の活動開始より1年以上後になってからであった。後者についてはミッドウェー海戦以降急速に低下した連合艦隊の空母戦力の補助として、陸軍の配当船より高速な油槽船を配当される事を条件に最終的に特TL型の改装に同意したものの、就役はやはり1945年の終戦間際であった。
1943年（昭和18年）ごろからアメリカ海軍の日本に対する通商破壊作戦が本格化して日本の海上交通の損害は激増した。海上交通が被った大きな損害は南方からの日本本土への資源輸送を大きく低下させ、作戦部隊への補給、日本国内の工業生産力や、国民生活にも重大な影響を及ぼした。

### 設立
海上交通確保の動きが高まっていき、1943年6月25日兵備局第3課長大石保らの推進で海軍運輸本部、運輸部が設置される。そして1943年11月1日海上護衛総司令部が創設された。
1943年12月15日第901海軍航空隊編入。また特設空母4隻の編入も決定された。しかし所属する護衛用の艦船（特に駆逐艦・海防艦）には二線級のものが多かった。
海上護衛総司令部は一定海域に安全航路を設定し防備を集中して戦力不足を補う「航路帯構想」を進めた。1943年11月司令長官及川古志郎の指示で実行され、嶋田繁太郎海軍大臣や永野修身軍令部総長とも話し合った結果まとめられた。作戦参謀大井篤によれば「潜水艦阻止帯を作り安全海域とする。ここで自由航行し積極的に稼行率を発揮する。これらの島や陸地を連ねる機雷敷設線を作る。深いところは付近に陸上見張り所を設ける。電探、水中聴音装置で監視し常時哨戒する」構想だったという。1943年12月中頃から東シナ海方面で実施された。艦艇不足を大規模な機雷堰を作ることで補う事を提案し、対ソ連戦を想定して二万基は備蓄しておかなければならない、実効果があまり期待できない、性能上耐久力がないという軍令部の反対を押し切って、1944年1月から1945年2月にかけて機雷堰に力を入れたが、生産力の不足で十分な数の機雷を揃える事はできなかった。
しかも、これらの不十分且つ安易な機雷帯敷設は連合軍に逆に利用され、アメリカ太平洋艦隊潜水艦部隊司令官チャールズ・A・ロックウッド中将は通信傍受で「敵の機雷原に関連する情報が完璧だったため、敵が敷設した防御機雷原は敵よりもむしろわが軍に役立った。日本の艦船は狭い水路を航行せねばならず、発見、撃沈が容易になった」という。逆に連合軍はB-24やB-29によりこうした機雷堰の穴を縫うように徹底した機雷敷設を行い、1945年の終戦間際には日本の船舶が南方航路はおろか、日本近海に出航する事さえ自殺行為と言われるほどの状況を作り上げた。

### 活動
1944年8月18日ルソン島北西岸で空母大鷹と駆逐艦1隻、甲型海防艦3隻で護衛するヒ71船団が襲われ、タンカーなどの輸送船とともに大鷹もなすすべなく潜水艦に撃沈された。翌日には甲型海防艦も3隻とも撃沈された。8月25日には空母雲鷹、9月17日神鷹も撃沈された。
その後も輸送船団の被害は増え続け1944年10月をピークにその後は輸送する船がなくなった。
1945年（昭和20年）になって、西内海方面警護のために第7艦隊が編成された。
1945年3月末以降、石油や希少金属は一切、内地には届かなくなった。開戦前には世界第3位、600万トンの輸送船を保有していた日本に終戦時残されていた輸送船は、わずかに30万トンであった。

### 総括
海上護衛戦の失敗の要因として、護衛用艦艇の絶対数の不足により大規模な護送船団を編成することができなかったことも被害を増加させる要因の1つとされる。しかし、アメリカ太平洋艦隊潜水艦部隊司令官チャールズ・A・ロックウッド中将は日本の輸送船団が定期的に発信する通信を傍受することで行動、状況、位置が全て手に入ったことをあげ、「潜水艦作戦の成功に極めて重要な役割を果たしたと断言できる」「これらの情報がなければはるかに多数の潜水艦がなければ広大な太平洋をカバーできなかった」と指摘している。また海上護衛を指導する日本の幕僚が広大な太平洋で幸運や好判断だけで撃沈されていると考え、通信情報なしにそのような撃沈結果を出すにはアメリカの資源でもまかなえないほどの潜水艦が必要であるという計算をしなかったことは信じられないという指摘もある。そもそも、日本海軍の潜水艦に対する認識は艦隊決戦に偏重したものであり、極めて長大な航続力や酸素魚雷など優位面はあったものの、通商破壊戦術の研究は不十分でそれに対抗する対潜水艦戦闘の備えも未熟なものとならざるを得なかった。アメリカ太平洋艦隊司令長官のチェスター・ニミッツ元帥は、日本海軍の潜水艦の運用方法について「古今東西の戦争史において、主要な兵器がその真の潜在威力を把握理解されずに使用されたという希有の例を求めるとすれば、それはまさに第二次大戦における日本潜水艦の場合であろう」とまで断じている。
また、特設空母の被害が集中した1944年当時、連合軍は低出力の油圧カタパルト装備の護衛空母の運用法を洗練させる事で、ドイツ海軍のUボートによる通商破壊(群狼作戦)をほぼ封じ込めていたが、海上護衛総司令部所属の特設空母はカタパルトやRATOといった緊急発進手段を持たず、運用上の研鑽も特に行われていなかった事から、ドイツの群狼作戦を模倣したアメリカ海軍のウルフ・パック戦術にはほぼ打つ手が無く、船速20kt級の比較的優速の優良船舶ばかりで構成されたヒ船団においても、ヒ74船団で潜水艦の雷撃で喪失した雲鷹が、その戦闘詳報において『空母ガ船団ト同速力ニテ運動スルハ最モ不可ナリ』と明言し、(連合艦隊と比較した場合)低速の輸送船団に空母を同行させる編成を抜本的に見直すよう提言する有様であった。前述の特TL型の生産配備も遅々として進まず、それ以前より海軍が研究を進めていたCAMシップ類似の火薬式カタパルト搭載の給油艦速吸も、殆ど何の戦果も挙げられないままヒ71船団にて大鷹と共に撃沈されている。
連合軍の戦時量産型の護衛駆逐艦、フリゲート、コルベットにそれぞれ相当する海上護衛総司令部付きの松型駆逐艦、丙型海防艦、第二八号型駆潜艇なども、連合軍のヘッジホッグやマウストラップのような前投型の対潜迫撃砲を持たず、第一次世界大戦の対無制限潜水艦作戦と同水準の爆雷に頼る戦術を採らざるを得なかった。電波探信儀はおろか、水中聴音機の性能も不十分で、「潜望鏡を長時間上げているだけでも命取りになる」とまで言われた連合軍の護衛水上艦艇の探知水準には遠く及ばなかった。電探を始めとする電子装備の性能不足や不備は、護衛空母の不足以上に対空戦闘に深刻な影響を及ぼし、連合軍がレーダーピケット艦と近接信管の併用で、寡兵の艦隊や船団でも日本海軍の特別攻撃隊の攻撃を効果的に阻んだのとは対照的に、日本海軍の護衛水上艦艇は航空攻撃に一方的に損害を受け続けて終戦を迎えている。
陸軍の護衛空母建造案を一蹴してまで主張した陸上機による護衛・監視体制も決して十分とは言えず、東海のような対潜哨戒機の導入は1945年に入ってからであった。日本海軍の哨戒機の開発体系は、戦艦・巡洋艦の火薬式カタパルトから発進する水上偵察機に完全に依存したものとなっており、彩雲のような高速偵察機も専ら陸上での運用が主体で、艦上偵察機としての運用は満足には行われなかった。海軍、陸軍共に航空監視体制の不備を民間漁船の徴用による特設監視艇の大量配備で賄う有様で、その結果として静岡県焼津港の徴用船のように、所属漁船の8割以上が戦没する悲劇的な事例を生む結果ともなった。そもそも、輸送船団が陸上基地へ直掩を依頼する際の通信は、しばしば逆探知により船団の位置を連合軍側に暴露する要因となった。連合軍の護送船団が大西洋戦線で徹底した無線封鎖と護衛空母による自律的な航空支援でUボートに対抗したのとは対照的に、日本の輸送船団に所属する民間人の船長は、当時海軍が義務付けていた毎日8時及び20時の定時連絡及び、正午の位置報告規定を遵守しており、少なくとも1943年の時点で日本の商船暗号（海軍暗号S）は解読されていたとされる事も相まって、前述のロックウッド中将のみならず、当時アメリカ海軍の潜水艦隊を率いる幕僚の一人であったエドウィン・レイトン少将をして、「われわれは1943年の初め以降、彼らのおもな海軍作戦暗号に食い入ることができた。これには日本の商船が使う四ケタの暗号も含まれていた。（中略）この暗号を読むことによって、われわれは日本の商船隊の進路を、それらの毎日正午の位置の報告から予測できた。商船の船長たちは毎日8時と20時に規則正しく報告を送信した。敵の商船隊の向かう位置を正確に知る能力は、われわれの潜水艦戦を成功させるうえで重要な要素となり、1944年末までに、分散した大日本帝国の海の生命線を効果的に分断できた。」と言わしめた。

## 海上護衛司令長官・参謀長

### 海上護衛司令長官
1. 及川古志郎 大将：1943年（昭和18年）11月15日 - 1944年（昭和19年）8月2日[17]
2. （兼）野村直邦 大将：1944年8月2日[17] - 1944年9月15日[18] （本職：横須賀鎮守府司令長官）
3. 野村直邦 大将：1944年9月15日[18] - 1945年（昭和20年）5月1日[19]
4. （兼）豊田副武 大将：1945年5月1日[19] - 1945年5月29日[20] （本職：海軍総司令長官）
5. （兼）小沢治三郎 中将：1945年5月29日[20] - 1945年8月25日[21] （本職：海軍総司令長官）

### 海上護衛参謀長
1. 島本久五郎 少将：1943年11月15日[22] - 1944年2月23日[23]
2. 岸福治 中将：1944年2月23日[23] - 1944年11月4日[24]、以後1944年12月11日まで参謀長を置かず。
3. 西尾秀彦 中将：1944年12月11日[25] - 1945年8月25日[21]

## 隷下部隊

### 1943年11月15日 新設時
| 海上護衛総司令部 | 海上護衛総司令部 | 海上護衛総司令部 | 海上護衛総司令部 | 海上護衛総司令部 | 海上護衛総司令部 |  |  | 第一海上護衛隊 | 第一海上護衛隊 | 第一海上護衛隊 | 第一海上護衛隊 | 第一海上護衛隊 | 第一海上護衛隊 |
| 海上護衛総司令部 | 海上護衛総司令部 | 海上護衛総司令部 | 海上護衛総司令部 | 海上護衛総司令部 | 海上護衛総司令部 |  |  | 第一海上護衛隊 | 第一海上護衛隊 | 第一海上護衛隊 | 第一海上護衛隊 | 第一海上護衛隊 | 第一海上護衛隊 |
|                  |                  |                  |                  |                  |                  |  |  | 第二海上護衛隊 |                |                |                |                |                |
|                  |                  |                  |                  |                  |                  |  |  |                |                |                |                |                |                |

| 海上護衛総部隊 | 海上護衛総部隊 | 海上護衛総部隊 | 海上護衛総部隊 | 海上護衛総部隊 | 海上護衛総部隊 |  |  | 海上護衛総司令部部隊     | 海上護衛総司令部部隊 | 海上護衛総司令部部隊 | 海上護衛総司令部部隊 | 海上護衛総司令部部隊 | 海上護衛総司令部部隊 |  |  | 第一海上護衛隊 | 第一海上護衛隊 | 第一海上護衛隊 | 第一海上護衛隊 | 第一海上護衛隊 | 第一海上護衛隊 |
| 海上護衛総部隊 | 海上護衛総部隊 | 海上護衛総部隊 | 海上護衛総部隊 | 海上護衛総部隊 | 海上護衛総部隊 |  |  | 海上護衛総司令部部隊     | 海上護衛総司令部部隊 | 海上護衛総司令部部隊 | 海上護衛総司令部部隊 | 海上護衛総司令部部隊 | 海上護衛総司令部部隊 |  |  | 第一海上護衛隊 | 第一海上護衛隊 | 第一海上護衛隊 | 第一海上護衛隊 | 第一海上護衛隊 | 第一海上護衛隊 |
|                |                |                |                |                |                |  |  |                          |                      |                      |                      |                      |                      |  |  | 第二海上護衛隊 |                |                |                |                |                |
|                |                |                |                |                |                |  |  |                          |                      |                      |                      |                      |                      |  |  |                |                |                |                |                |                |
|                |                |                |                |                |                |  |  | 横須賀鎮守府海上護衛部隊 |                      |                      |                      |                      |                      |  |  |                |                |                |                |                |                |
|                |                |                |                |                |                |  |  |                          |                      |                      |                      |                      |                      |  |  |                |                |                |                |                |                |
|                |                |                |                |                |                |  |  | 呉鎮守府海上護衛部隊     |                      |                      |                      |                      |                      |  |  |                |                |                |                |                |                |
|                |                |                |                |                |                |  |  |                          |                      |                      |                      |                      |                      |  |  |                |                |                |                |                |                |
|                |                |                |                |                |                |  |  | 佐世保鎮守府海上護衛部隊 |                      |                      |                      |                      |                      |  |  |                |                |                |                |                |                |
|                |                |                |                |                |                |  |  |                          |                      |                      |                      |                      |                      |  |  |                |                |                |                |                |                |
|                |                |                |                |                |                |  |  | 舞鶴鎮守府海上護衛部隊   |                      |                      |                      |                      |                      |  |  |                |                |                |                |                |                |
|                |                |                |                |                |                |  |  |                          |                      |                      |                      |                      |                      |  |  |                |                |                |                |                |                |
|                |                |                |                |                |                |  |  | 大阪警備府海上護衛部隊   |                      |                      |                      |                      |                      |  |  |                |                |                |                |                |                |
|                |                |                |                |                |                |  |  |                          |                      |                      |                      |                      |                      |  |  |                |                |                |                |                |                |
|                |                |                |                |                |                |  |  | 大湊警備府海上護衛部隊   |                      |                      |                      |                      |                      |  |  |                |                |                |                |                |                |
|                |                |                |                |                |                |  |  |                          |                      |                      |                      |                      |                      |  |  |                |                |                |                |                |                |
|                |                |                |                |                |                |  |  | 鎮海警備府海上護衛部隊   |                      |                      |                      |                      |                      |  |  |                |                |                |                |                |                |
|                |                |                |                |                |                |  |  |                          |                      |                      |                      |                      |                      |  |  |                |                |                |                |                |                |
|                |                |                |                |                |                |  |  | 高雄警備府海上護衛部隊   |                      |                      |                      |                      |                      |  |  |                |                |                |                |                |                |
|                |                |                |                |                |                |  |  |                          |                      |                      |                      |                      |                      |  |  |                |                |                |                |                |                |

### 1944年4月1日　戦時編制制度改定後の編制
- 直属：第18戦隊
  - 敷設艦:常磐、高栄丸、西貢丸、新興丸
  - 軽空母:大鷹、雲鷹、海鷹、神鷹
  - 練習巡洋艦:香椎
  - 第453海軍航空隊
  - 第901海軍航空隊
  - 第931海軍航空隊
- 第1海上護衛隊
  - 特設巡洋艦:華山丸、北京丸、長寿山丸
  - 駆逐艦:汐風、帆風、朝風、呉竹、若竹、刈萱、朝顔
  - 海防艦:松輪、佐渡、択捉、対馬、占守、淡路、倉橋、第9号海防艦、第8号海防艦、第10号海防艦
  - 水雷艇:真鶴、友鶴
- 第2海上護衛隊
  - 駆逐艦:朝凪
  - 海防艦:隠岐、福江、平戸、天草、御蔵、能美、第2、3号海防艦
  - 水雷艇:鵯、鴻
  - 特設砲艦:長運丸

### 1944年8月15日マリアナ沖海戦後の編制
- 直属：第18戦隊：常磐、高栄丸、西貢丸、新興丸
  - 大鷹、雲鷹、海鷹、神鷹
  - 香椎
  - 第453海軍航空隊
  - 第901海軍航空隊
  - 第931海軍航空隊
- 第1海上護衛隊
  - 第1護衛船団司令部
  - 第2護衛船団司令部
  - 第3護衛船団司令部
  - 第4護衛船団司令部
  - 第5護衛船団司令部
  - 第6護衛船団司令部
  - 第7護衛船団司令部
  - 第8護衛船団司令部

### 1945年3月1日菊水作戦直前の編制
- 直属：第18戦隊：常磐、高栄丸、長白山丸
- 第1護衛艦隊
  - 第101戦隊
  - 第102戦隊
  - 第103戦隊
  - 第8護衛船団司令部
  - 第901海軍航空隊
  - 第936海軍航空隊
- 附属：波106

### 1945年6月1日　最終時の編制
- 直属：第901海軍航空隊
- 第1護衛艦隊
  - 第102戦隊
  - 第103戦隊